# PG CLIPS 2nd LAP
『PG CLIPS 2nd LAP（PG クリップス セカンド ラップ）』は、ポルノグラフィティの映像作品。2009年9月9日にリリース。発売元はSME Records（DVD：SEBL-105）。

## 概要
- 「OPENING LAP」以降、2001年～2003年のシングル曲を収録している。
- 「アゲハ蝶」は、フルサイズの映像が作られていないため、ショートヴァージョンでの収録となっている。
- 新シングル、「OPENING LAP」の再発版、3作目と4作目、DVDボックスも同時発売する。

## 収録内容
1. ヴォイス
2. 幸せについて本気出して考えてみた
3. Mugen
4. 渦
5. 音のない森
6. メリッサ
7. 愛が呼ぶほうへ
8. ラック
9. [bonus track] アゲハ蝶 -short ver.-